# Turner (automobilismo)
A Turner foi uma construtora norte-americana de carros de corrida. Produziu chassis para as equipes Kalamazoo e Lee Elkins nas 500 Milhas de Indianápolis de 1953, que naquele ano fez parte do calendário do Campeonato Mundial da FIA.